# Mercedes-Benz W123
De bouwreeks met de interne benaming W123 is de meest gebouwde Mercedes-Benz ooit. Het was een auto die behoorde tot de hogere middenklasse en telt als de voorganger van de latere E-klasse bouwreeks. Zijn voorgangers zijn de W114 (zescilindermodellen) en de W115 (viercilinder- en dieselmodellen), ook wel "Strich Acht" (/8) genoemd, naar het verschijningsjaar 1968. Zowel zijn voorganger als de opvolger, de W124, liepen allebei een jaar parallel met de W123 van de band. De bouwreeks W123 zette nieuwe maatstaven in voertuigveiligheid en was een van de eerste stationwagens in zijn klasse, net als de eerste mercedes-benz personenwagen met een turbodieselmotor.
Vanaf de voorproductie, die begon in november 1975, tot productie-einde in januari 1986, liepen bijna 2,7 miljoen auto's van de band. De bouwreeks geldt als de belichaming van betrouwbaarheid en langdurigheid binnen de autowereld. De bouwreeks werd zo populair dat er in de beginjaren zelfs sprake was van lange wachtlijsten, soms van wel meer dan twee jaar. Er was soms ook sprake van prijsspeculatie.

## Modelgeschiedenis
De beslissing van de fabrikant, om de "Strich Acht" na de introductie van zijn opvolger de W123 nog elf maanden in het programma te houden, had meerdere redenen. Ten eerste was het model nog zeer geliefd, met name door taxibedrijven en -bestuurders en verkocht daarom nog erg goed. Ten tweede werd de W123 zo goed ontvangen, dat direct aan het begin van productie de wachtlijsten opliepen tot ruim een jaar. De extra productielijn met de "Strich Acht" was dus geen overbodige luxe.

Limousine
In augustus 1977 werd de limousine-uitvoering in productie genomen. Deze was zowel aan de voor als achterkant verlengd. De wielbasis was in totaal verlengd met 630 mm.
T-ModelOp de IAA van 1977 werden de T-modellen (station) gepresenteerd. Deze werden in april 1978 in productie genomen. Deze zouden veel gebruikt gaan worden als ambulance en als lijkwagen.
CoupéEr zijn verschillende varianten van de W123 coupé geweest. Deze hadden een 85 millimeter kortere wielbasis.

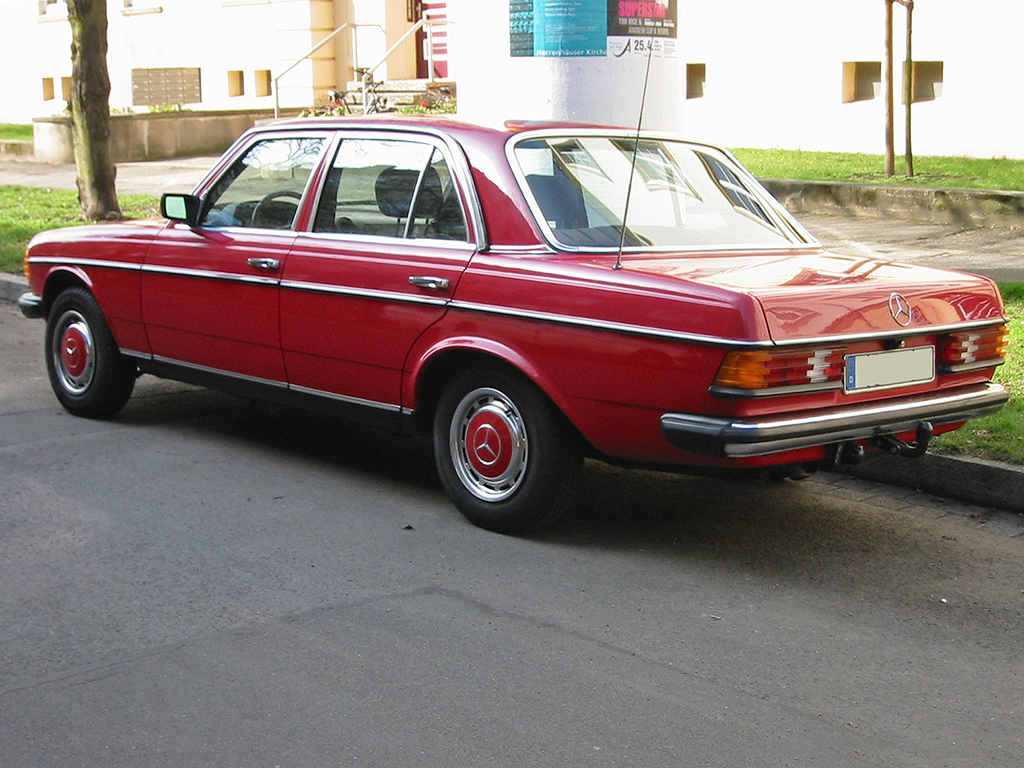
W123 sedan
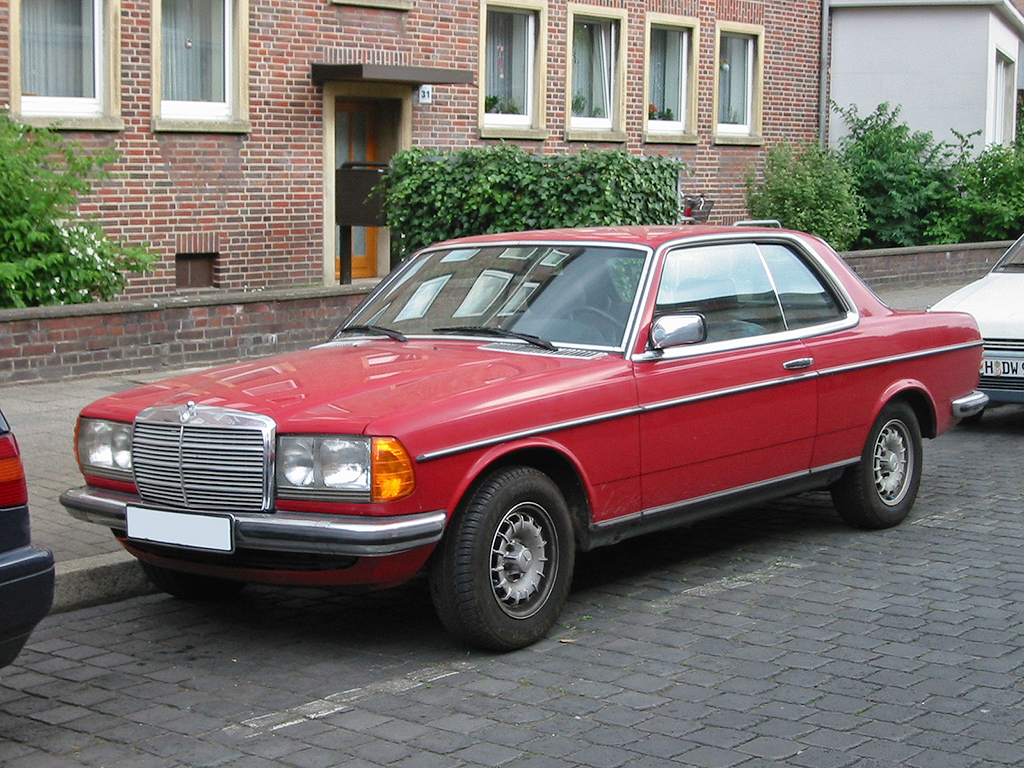
C123 coupé
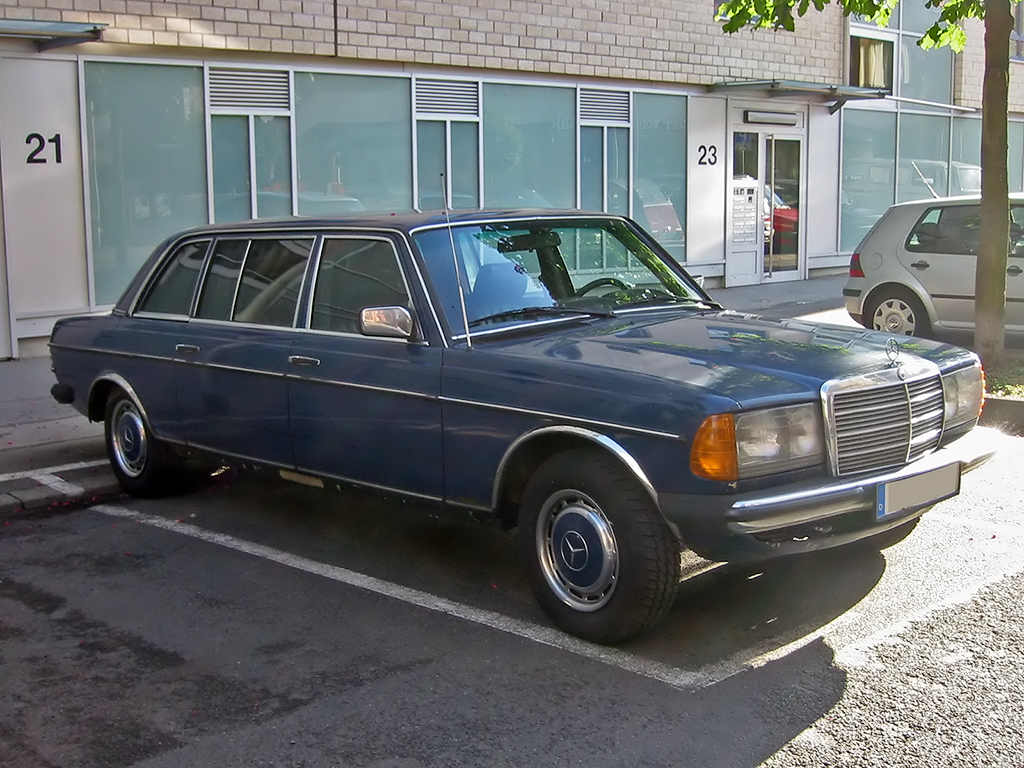
V123 limousine

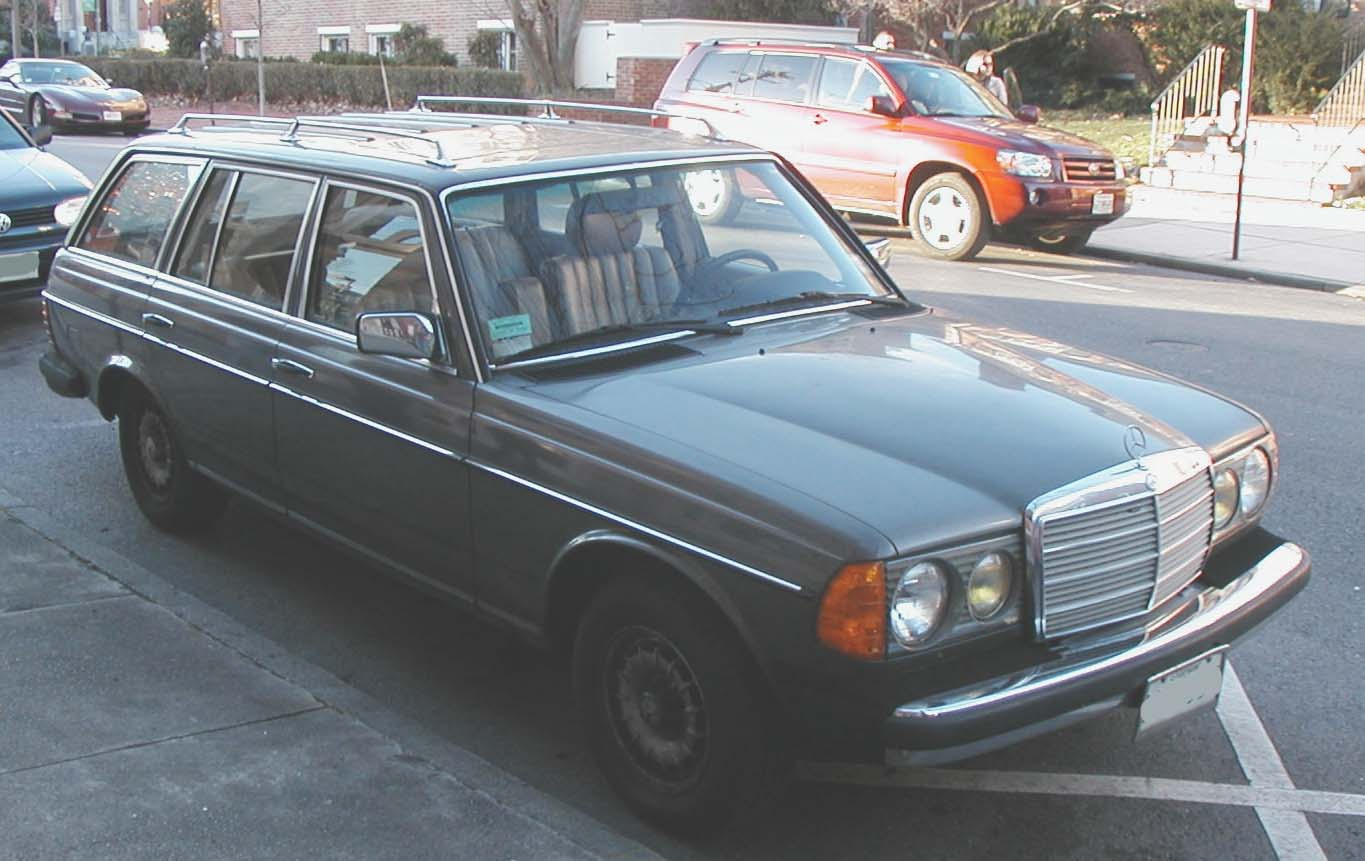
Amerikaanse W123
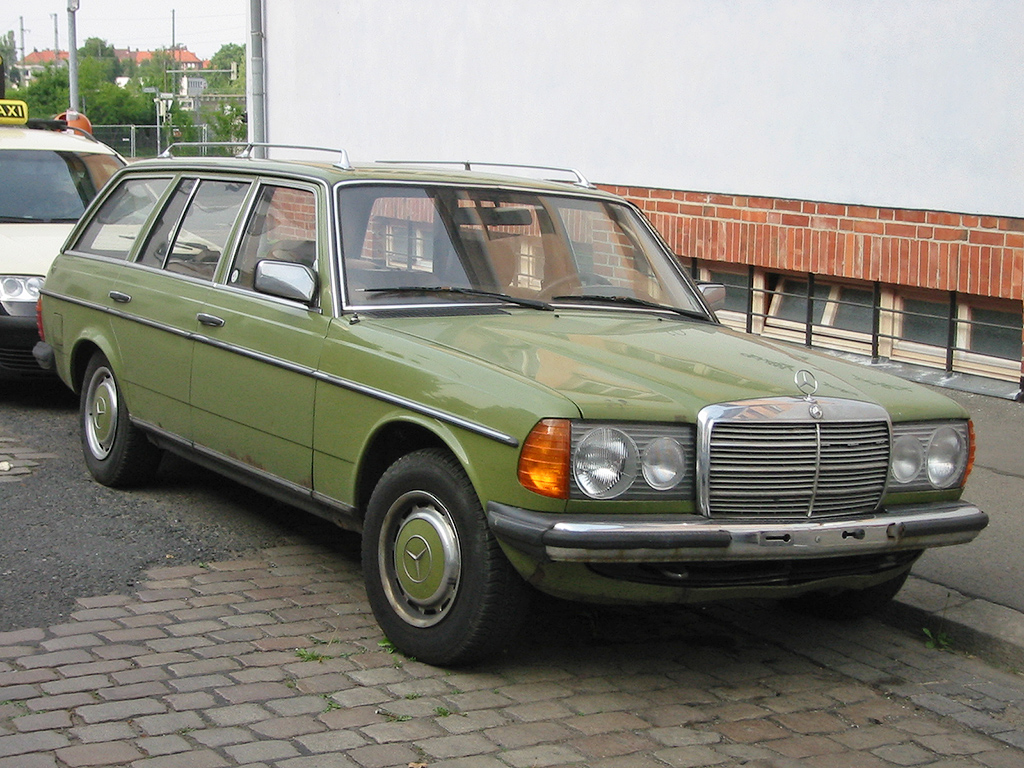
W123 T
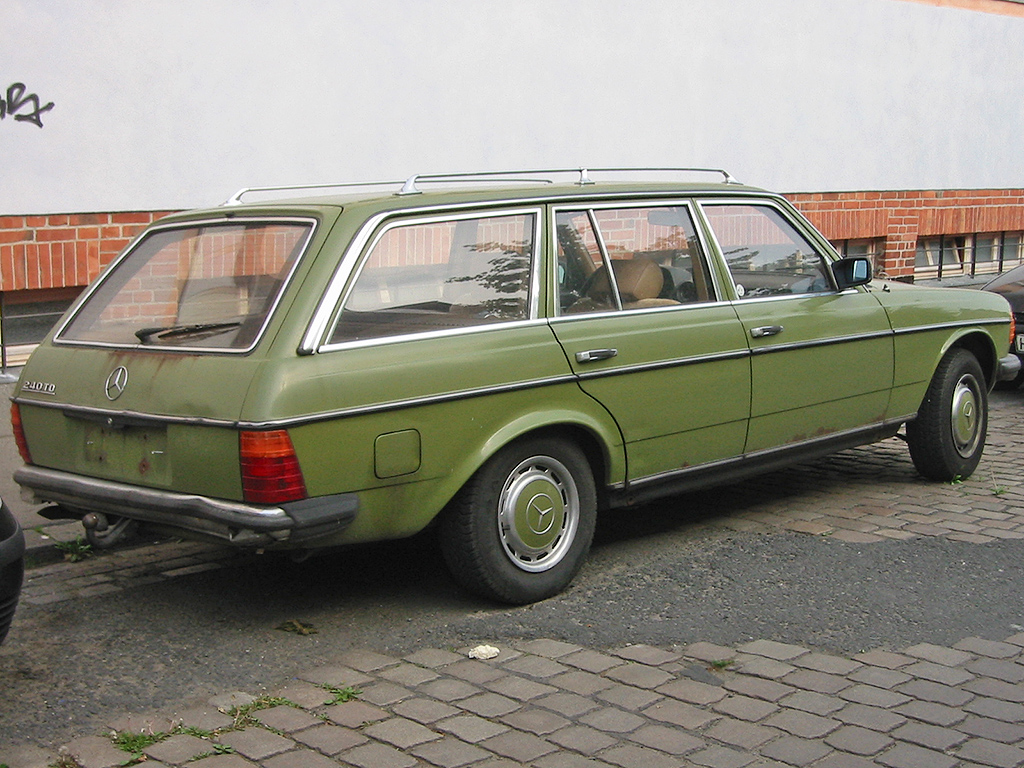
W123 T